# Jarandersonia parvifolia
Jarandersonia parvifolia är en malvaväxtart som beskrevs av André Joseph Guillaume Henri Kostermans. Jarandersonia parvifolia ingår i släktet Jarandersonia och familjen malvaväxter. Inga underarter finns listade i Catalogue of Life.